# اچ‌ام‌اس نومد
اچ‌ام‌اس نومد (به انگلیسی: HMS Nomad) یک کشتی بود که طول آن ۲۶۹ فوت (۸۲ متر) بود. این کشتی در سال ۱۹۱۶ ساخته شد.